# 中期 (細胞分裂)

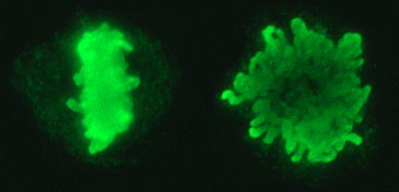
中期板上に整列した染色体。60°回転した2方向から。

中期（英: metaphase）は、真核生物の細胞周期の有糸分裂において、染色体が2番目に強く凝縮している段階である（最も凝縮しているのは後期である）。前中期に引き続いて起こり、後期へと続く。中期では染色体は細胞の赤道面に整列し、前期に形成された微小管は既に動原体に接着している。

中期の細胞（ここでは動物細胞）は、染色体が細胞の赤道面に位置していることで特徴づけられる。

中期では、染色体のセントロメアは中期板（metaphase plate）または赤道板（equatorial plate）と呼ばれる、中心体の2つの極から等距離にある仮想的な線上に集められる。この平面的な整列は動原体微小管が反対方向へ引っ張りあう力の平衡によるものであり、2人が同じ力で綱引きをしている状態に似ている。この整列はサイクリンBの分解によって終了する。ある種の細胞では染色体は中期板に整列せず、中心体の極の間をランダムに行ったり来たりしながら、中心線に沿って大まかに整列するだけである。中期の初めごろの事象は前中期の終わりごろの事象と同時に起こり、まだ動原体と微小管が接着していない染色体で前中期の事象が起こっているうちから、接着が完了した染色体では中期の事象が個別に開始される。
前中期と中期の期間には細胞周期チェックポイントが存在する。すべての動原体が微小管の束と正しく接着し、すべての染色体が中期板に整列してから、細胞は後期へ移行する。正しい接着が起こっていない動原体は、たとえほとんどの動原体が接着しほとんどの染色体が整列している状態であっても、後期への進行を防ぐシグナルを発すると考えられている。このようなシグナルはスピンドルチェックポイントとして機能しており、後期促進複合体、セキュリン、セパレースの調節によって行われていると考えられる。

## 細胞遺伝学とがん研究における中期

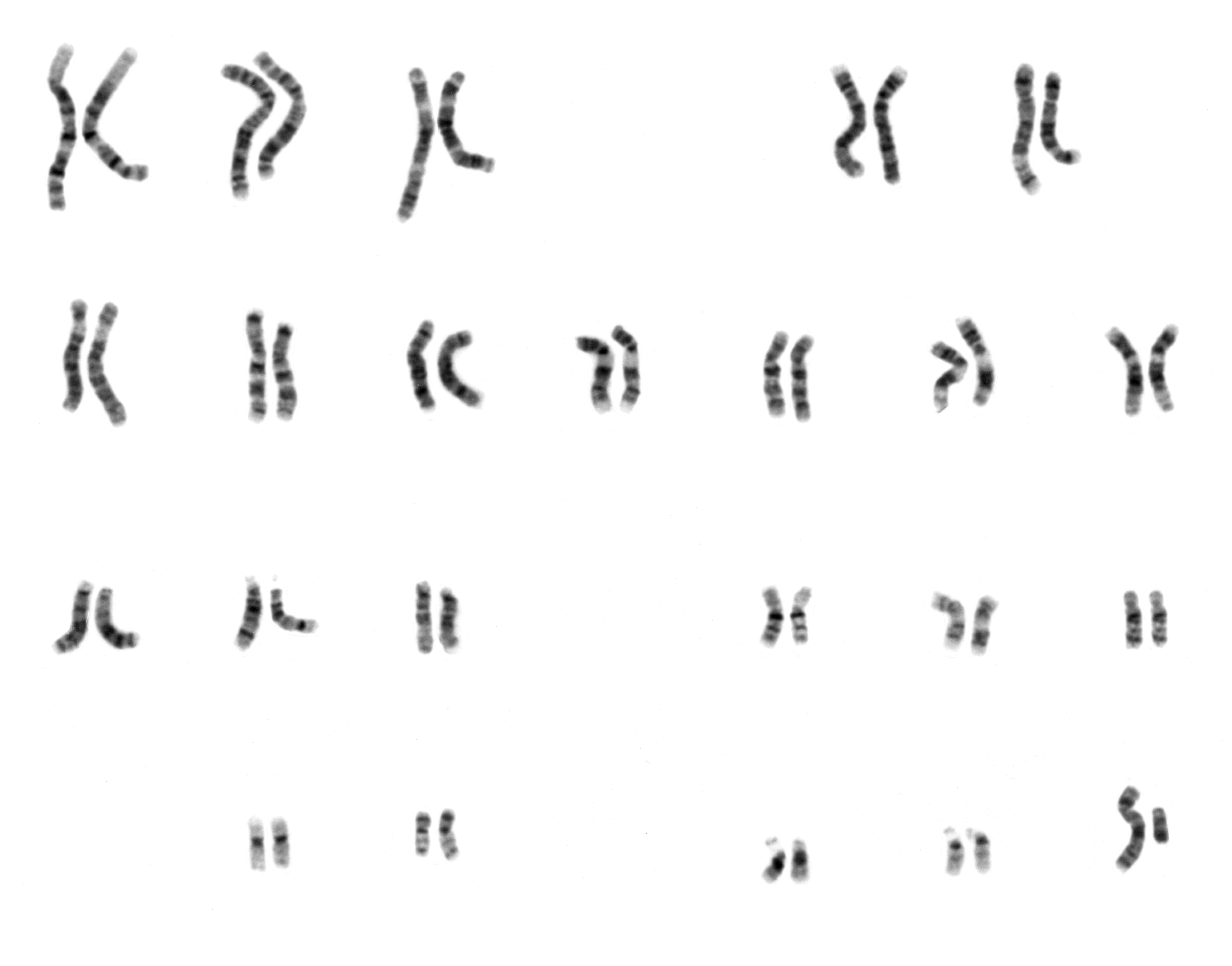
ヒトの中期の染色体（正常男性の核型）

中期の染色体の分析は、古典的な細胞遺伝学とがん研究の主要なツールの1つである。中期の染色体は凝縮され高度にらせん化されているため、視覚的分析に最も適している。中期の染色体は、染色体の典型的な像（核型）を提供する。細胞遺伝学的な分析のために細胞は短期間培養され、有糸分裂阻害剤を用いることで細胞周期は中期で停止される。プレパラート標本が作製され、染色体の構造や数を研究するために染色体のバンドが顕微鏡下で観察される。プレパラート標本の染色にはギムザ（G分染法）やキナクリン（メパクリン）がよく用いられ、数百のバンドパターンが作り出される。正常な中期の染色体スプレッド（各染色体が識別できるように分離されたもの）は蛍光 in situ ハイブリダイゼーションなどの実験手法や、比較ゲノムハイブリダイゼーション実験の基質として利用される。
固形腫瘍や白血病試料中の悪性腫瘍細胞も、同様の標本作製によって細胞遺伝学的な分析に利用される。染色された中期の染色体の精査によって、腫瘍細胞ゲノムの数的・構造的変化が発見される。変化の例としては染色体の一部の欠失や転座などがあり、慢性骨髄性白血病でみられるbcr-ablのようなキメラのがん遺伝子が形成されることもある。